# Мисс Вселенная 1977
Мисс Вселенная 1977 (англ. Miss Universe 1977) — 26-й ежегодный конкурс красоты, проводился 16 июля 1977 года в Teatro Nacional, Санто-Доминго, Доминиканская Республика. За победу на нём соревновалась 61 претендентка. Победительницей впервые в истории конкурса стала чернокожая претендентка, 24-летняя представительница Тринидада и Тобаго Жанель Коммиссионг. Вице-мисс конкурса Ева Дюрингер впоследствии стала женой одного из членов жюри, Роберто Кавалли.

## Результаты
| Финальные результаты | Участник |
| -------------------- | --- |
| Мисс Вселенная       | - Тринидад и Тобаго — Жанель Коммиссионг |
| 1-я вице-мисс        | - Австрия — Ева Дюрингер |
| 2-я вице-мисс        | - Шотландия — Сандра Белл |
| 3-я вице-мисс        | - Колумбия — Аура Сальседо |
| 4-я вице-мисс        | - ФРГ — Мария-Луиза Гассен |
| Топ 12               | - Аргентина — Марица Юрадо - Доминиканская Республика — Бланка Сардиньяс - Нидерланды — Инеке Берендс - Никарагуа — Беатрис Ласайо - Испания — Мария Эрнандес - США — Кимберли Тоумз - Венесуэла — Кристин Монтаньес |

## Специальные награды
| Премия                     | Участница                                |
| -------------------------- | ---------------------------------------- |
| Мисс Конгениальность       | - Канада — Памела Меркер                 |
| Мисс Фотогеничность        | - Тринидад и Тобаго — Жанель Коммиссионг |
| Лучший национальный костюм | - Республика Корея — Ким Сунг-Хи         |

## Судьи
| - Армандо Бермудес - Роберто Кавалли - Линда Кристал - Роберт Эванс - Оскар де ла Рента - Ури Геллер | - Говард Кох - Марисо Маларет - Гордон Пэркс - Видал Сассун - Дайон Уорвик - Вильгельмина Купер |

## Участницы
| - Англия — Сара Лонг - Антигуа и Барбуда — Шерил Гиббонс - Аргентина — Марица Юрадо - Аруба — Маргарет Одюбер - Австралия — Джилл Минаам - Австрия — Ева Дюринген - Багамские Острова — Паулетта Боргхардт - Барбадос — Маргарет Роуз - Бельгия — Клодин Вассюр - Британский Гондурас — Дора Филлипс - Бермуды — Конни Фрит - Боливия — Лилиана Пас - Бразилия — Кассия Сильвейра - Виргинские Острова (Великобритания) — Андрия Норман - Венесуэла — Кристаль Ароха - Внешние малые острова США — Денис Джордж - Гаити — Франсуа Эли - Гваделупа — Катерина Райнетте - ФРГ — Мария-Луиза Гассен - Греция — Мария Спантидаки - Гондурас — Каролина Сьерра - Гонконг — Лолита Линг-Линг - Гуам — Лиза Касо - Дания — Инга Эрландсен - Доминиканская Республика — Бланка Сардиньяс - Израиль — Зехава Варди - Индия — Бинета Бозе - Индонезия — Сити Арифин - Ирландия — Якки Мур - Исландия — Кристиана Прайнсдёттир - Испания — Мария Эрнандес - Италия — Паола Бьязини - Канада — Памела Меркер - Колумбия — Мария Сальседо - Коста-Рика — Клаудия Ариас - Кюрасао — Регина Тромп - Либерия — Велма Кэмпбелл - Ливан — Хьям Сааде - Маврикий — Даниель Боуич - Малайзия — Леонг Ли-Пинг | - Мальта — Джейн Салиба - Мексика — Фелисия Меркадо - Нидерланды — Инеке Берендс - Никарагуа — Беатрис Ласайо - Новая Зеландия — Донна Шульц - Норвегия — Эшлид Оттесен - Панама — Марина Валенсиано - Папуа — Новая Гвинея — Сая Каракуру - Парагвай — Мария Перьет - Перу — Мария Савала - Пуэрто-Рико — Мария Ривера - Реюньон — Йолэйн Морел - Сальвадор — Альтаграсия Аревало - Сент-Китс и Невис — Аннетт Фрэнк - Сент-Люсия — Эва Мендес - Сент-Мартен — Мария Бойрард - Самоа — Вирджиния Сьюка - Северные Марианские Острова — Маргарита Камачо - Сингапур — Мэрилин Сим - Суринам — Марлин Саймо - США — Кимберли Тоумз - Таиланд — Ладдаван Ин-Я - Таити — Донна Ауона - Тринидад и Тобаго — Дженелл Коммиссионг - Уругвай — Адриана Эскудеро - Уэльс — Кристин Мёрфи - Филиппины — Анна Кир - Финляндия — Арми Аавикко - Франция — Вероника Фагот - Французская Гвиана — Эвилин Рандель - Чили — Приссилья Бреннер - Швейцария — Аня Терзи - Швеция — Биргитта Линдвалль - Шотландия — Сандра Бэлл - Шри-Ланка — Сободини Нагесан - Эквадор — Лусия Киньонес - ЮАР — Глинис Фестер - Югославия — Лилиана Собаич - Республика Корея — Ким Сунг-Хи - Япония — Киоко Сато |